# بیکتوریا آبریل
بیکتوریا آبریل (اسپانیایی: Victoria Abril‎؛ ‏ تلفظ اسپانیایی: [βiɣˈtoɾja]؛ ‏ زادهٔ ۴ ژوئیهٔ ۱۹۵۹) بازیگر و خواننده اهل اسپانیا است.
وی از سال ۱۹۷۴ میلادی تاکنون مشغول فعالیت بوده‌است و از آثار او می‌توان به هیچ‌کس پس از مرگمان از ما یاد نخواهد کرد، لوته: جانت را نجات بده، لا باراکا، باران تابستان، دریای جنوب، وسوسه‌ام نکن و تایرنت لو بلانک اشاره کرد.